# Musée des Beaux-Arts de Menton

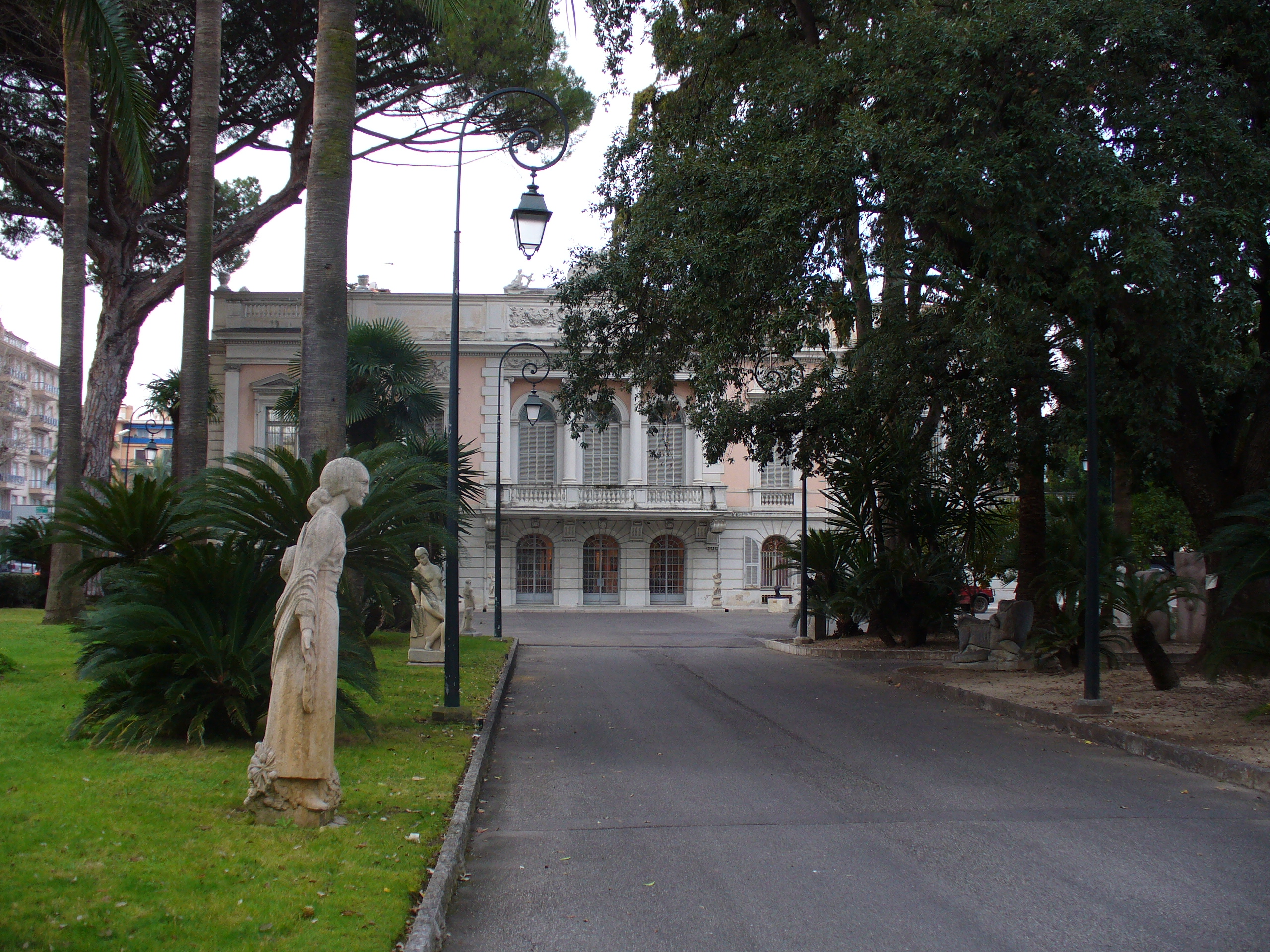
Blick aus dem Garten auf das Museum im Palast

Das Musée des Beaux-Arts de Menton ist ein französisches Kunstmuseum, untergebracht im Palais Carnolès in Menton, der ehemaligen Sommerresidenz der Fürsten von Monaco.

## Geschichte
Eine Ausweitung des Museums vollbrachte der englische Kunstsammler und Kurator des Musée National des Beaux-Arts de Monaco Charles Wakefield-Mori, als er 1959 entschied, seine Sammlung modernistischer Künstler der Stadt Menton zu spenden.
1961 wurde der Palast von der Stadt Menton angekauft und wird seit dem Jahre 1977 als Museumsgebäude genutzt.

## Sammlung
Das Museum Menton beherbergt eine reiche Sammlung von Malerei sowie Skulpturen aus verschiedenen Epochen und Stilrichtungen, die vom 12. bis ins 20. Jahrhundert reicht. Angefangen mit italienischen Künstlern des Primitivismus, über griechischen Ikonen und flämischen Meistern findet die Sammlung ihren Abschluss in Werken der Klassischen Moderne: darunter Künstler der École de Paris z. B. Suzanne Valadon, Max Jacob, Raoul Dufy oder Maurice Hensel und weitere Modernisten, wie Pablo Picasso, Marc Chagall, Francis Picabia, Albert Gleizes, Paul Delvaux und Salvador Dalí.

## Der Skulpturenpark
Der Skulpturenpark wurde 1994 errichtet und präsentiert sich im Agrumengarten des Schlosses inmitten von 137 artenverschiedenen zitrusfruchttragenden Bäumen. P, 202,207.

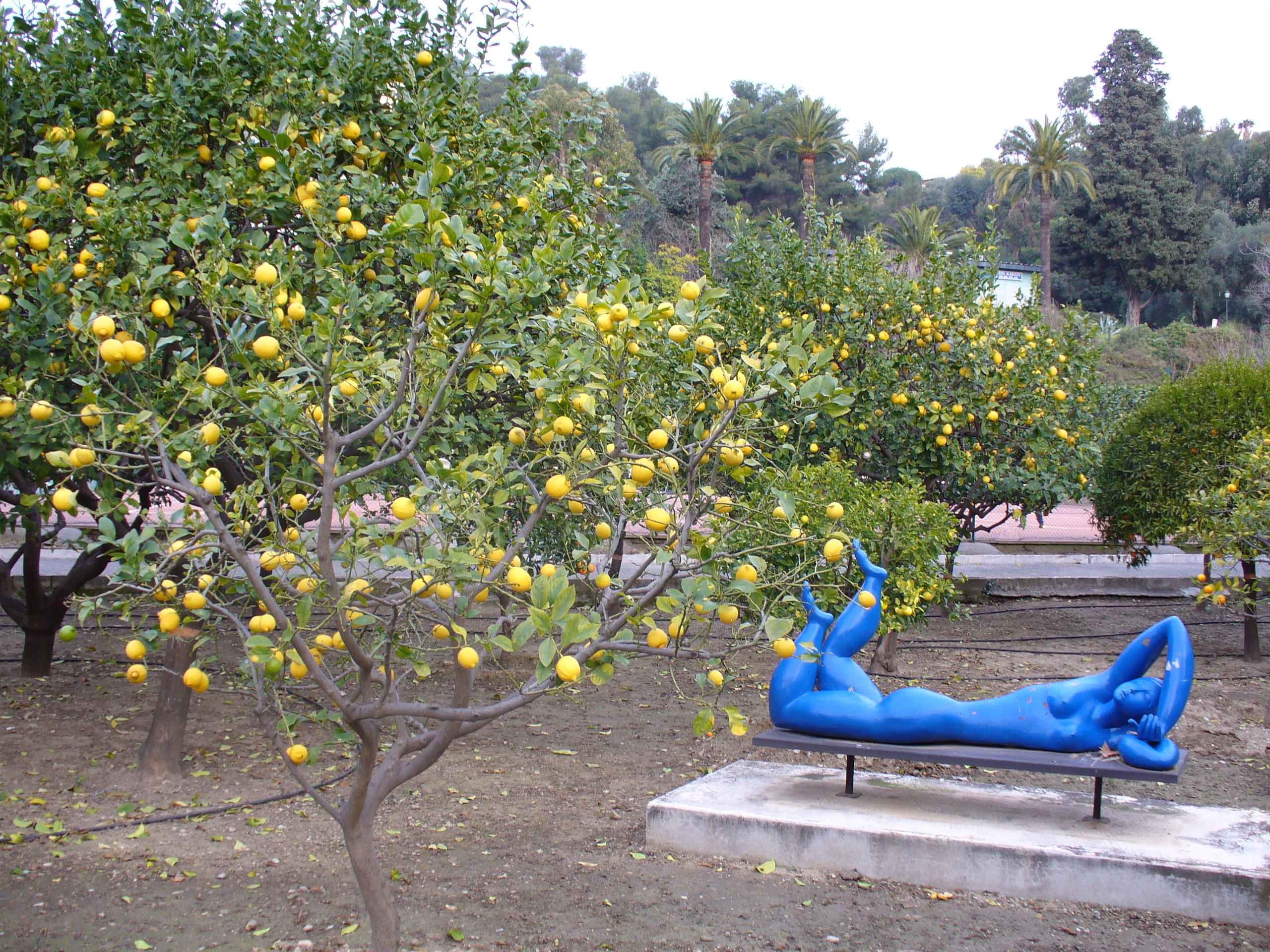
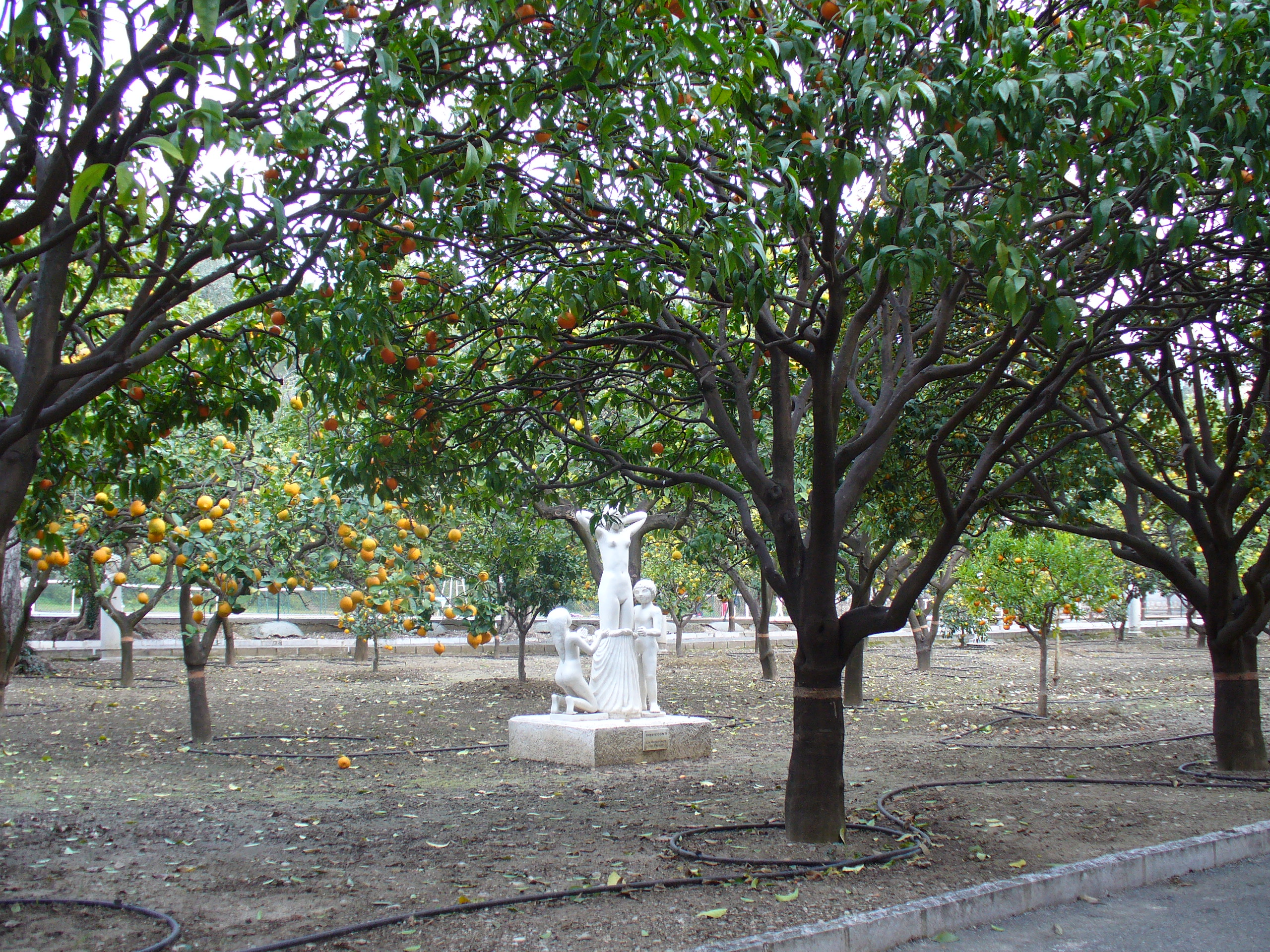
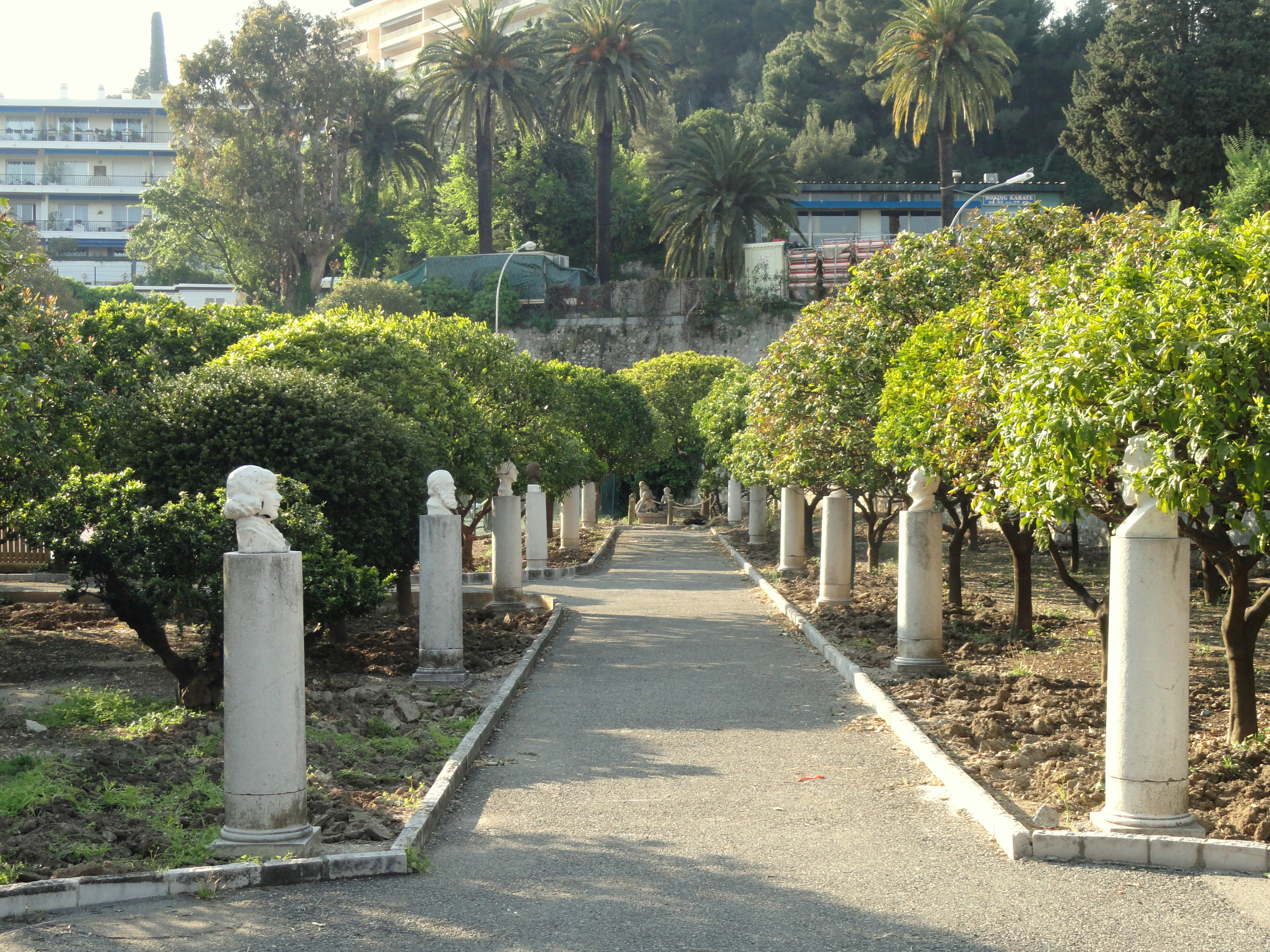
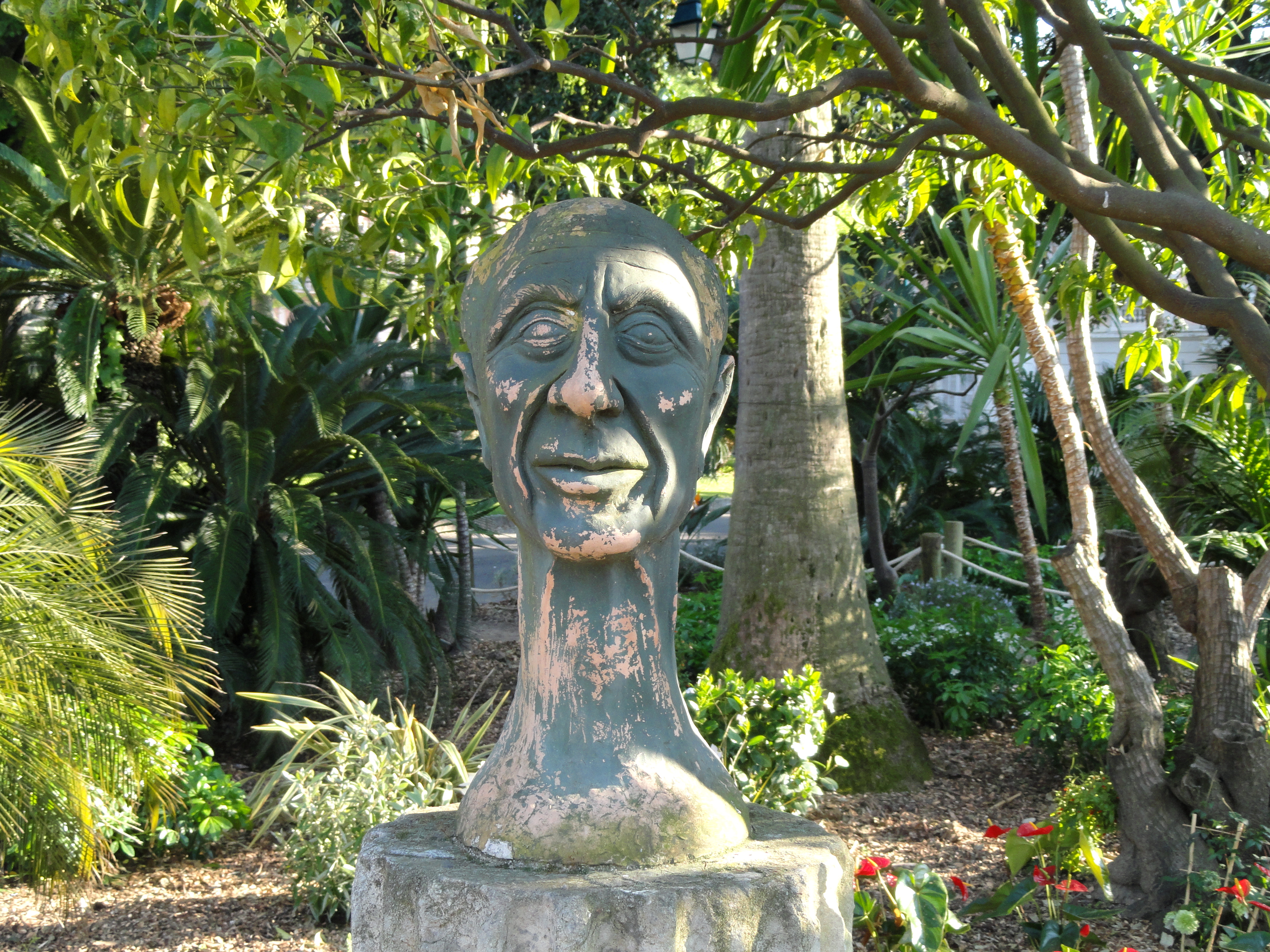
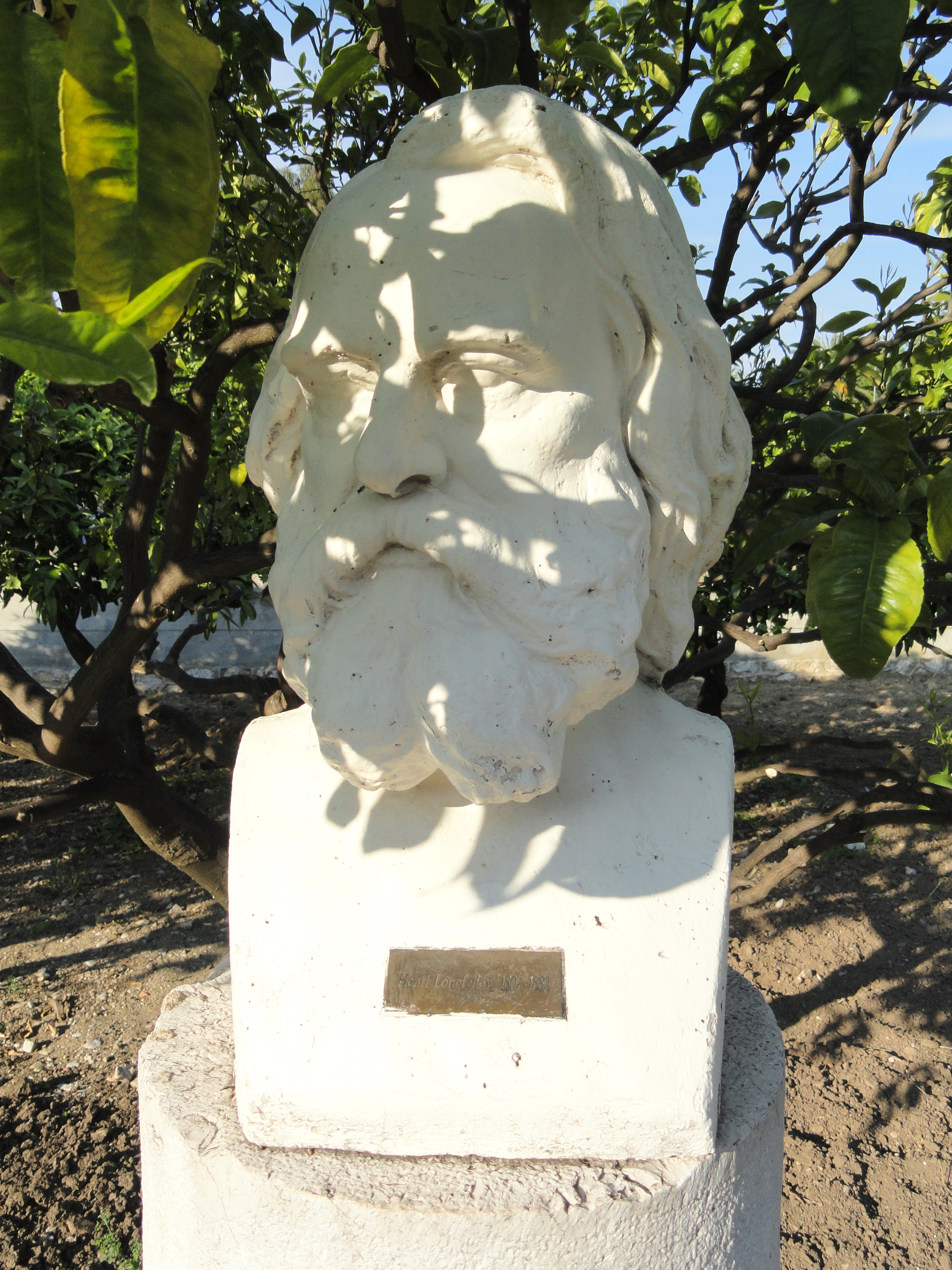
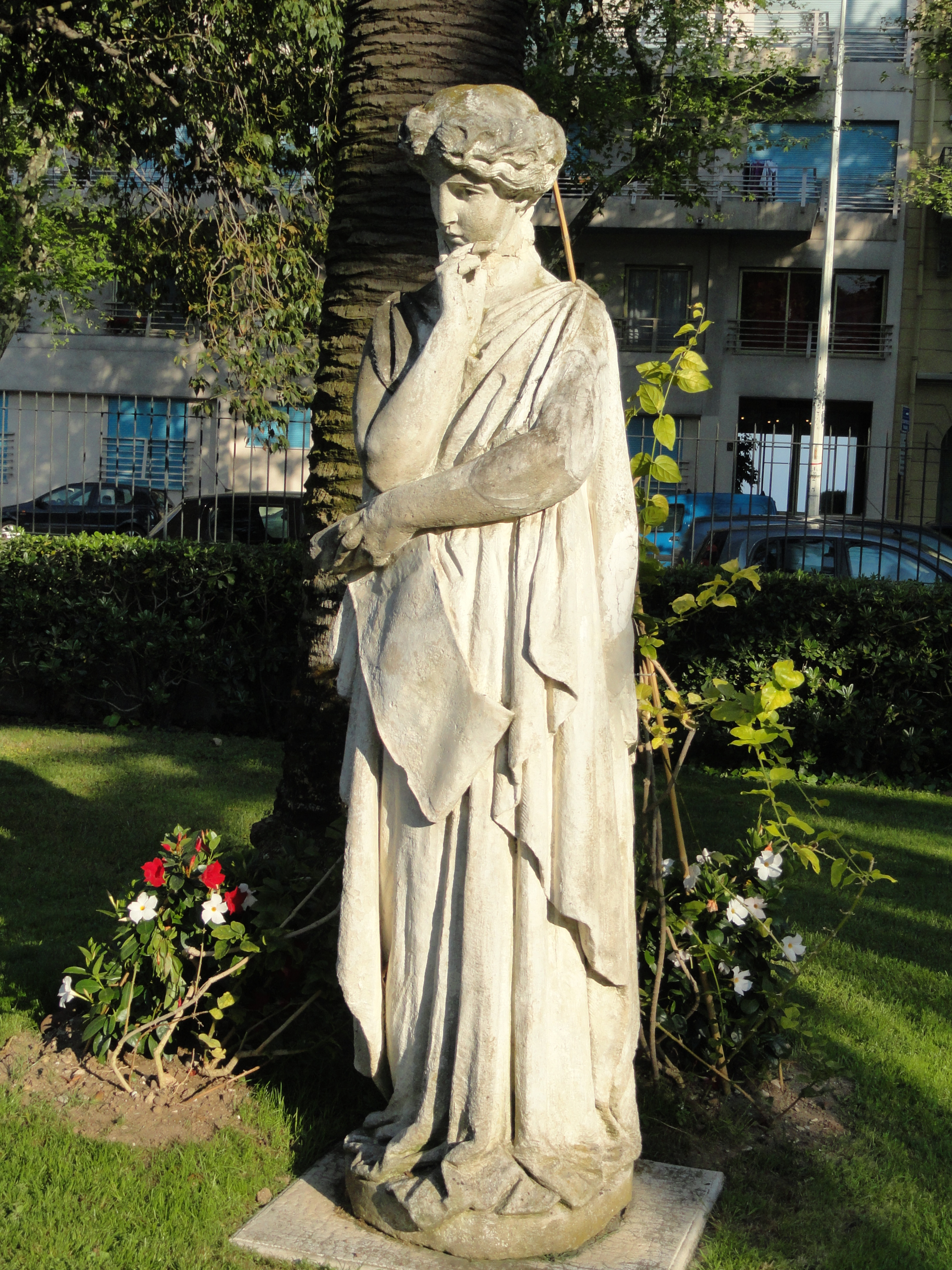
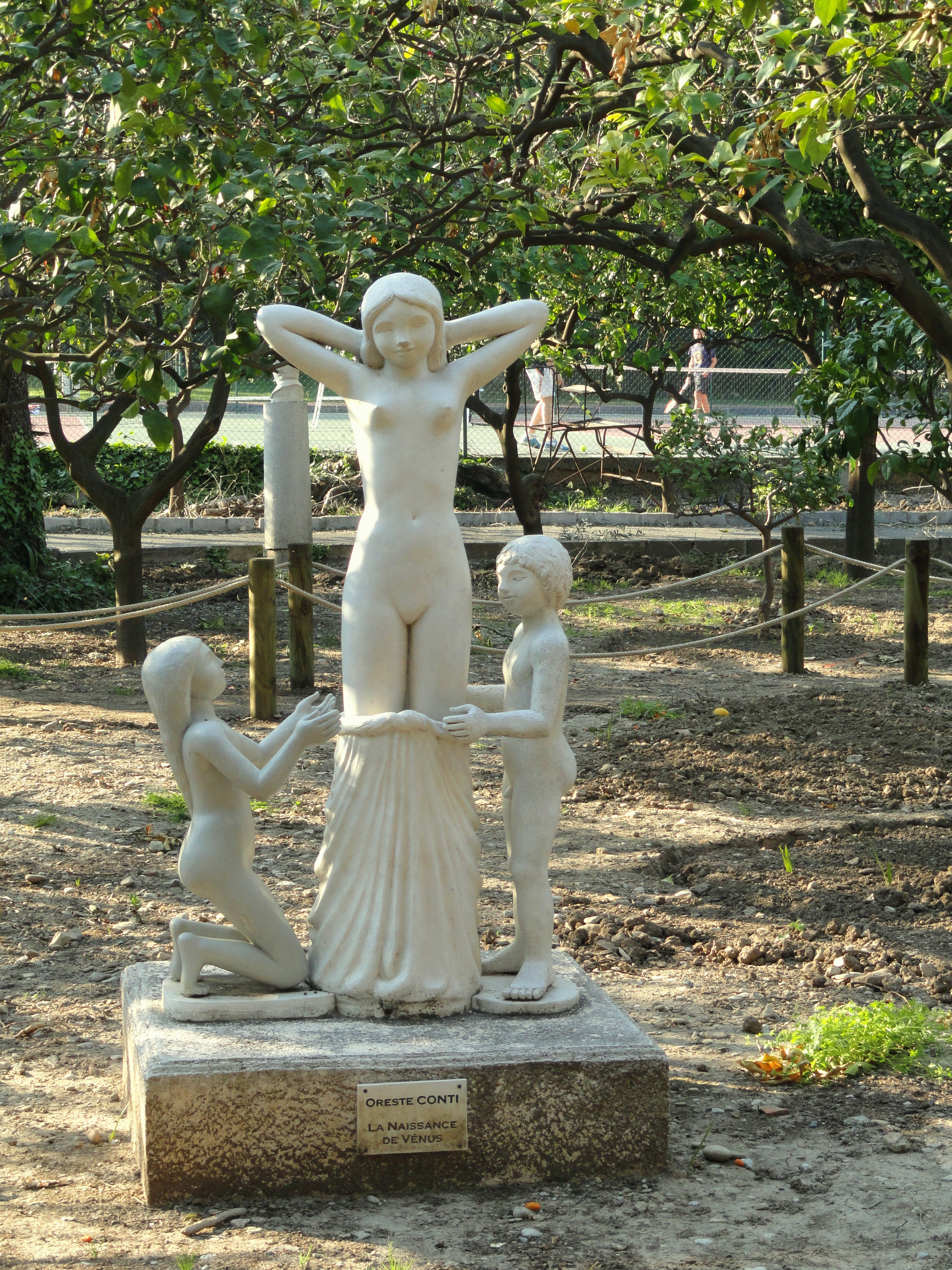
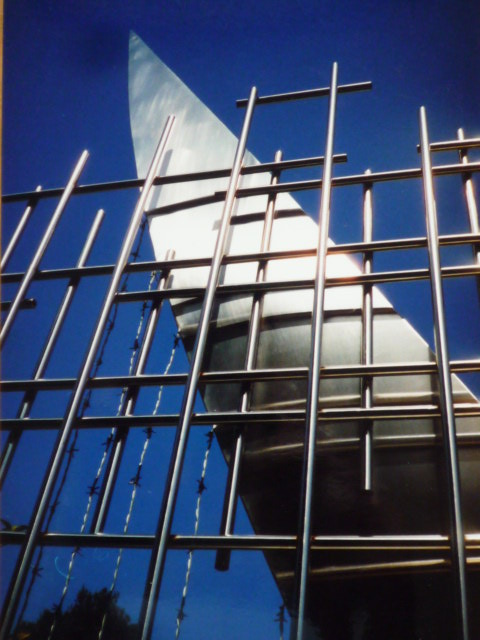